# اریکسون آر۳۸۰

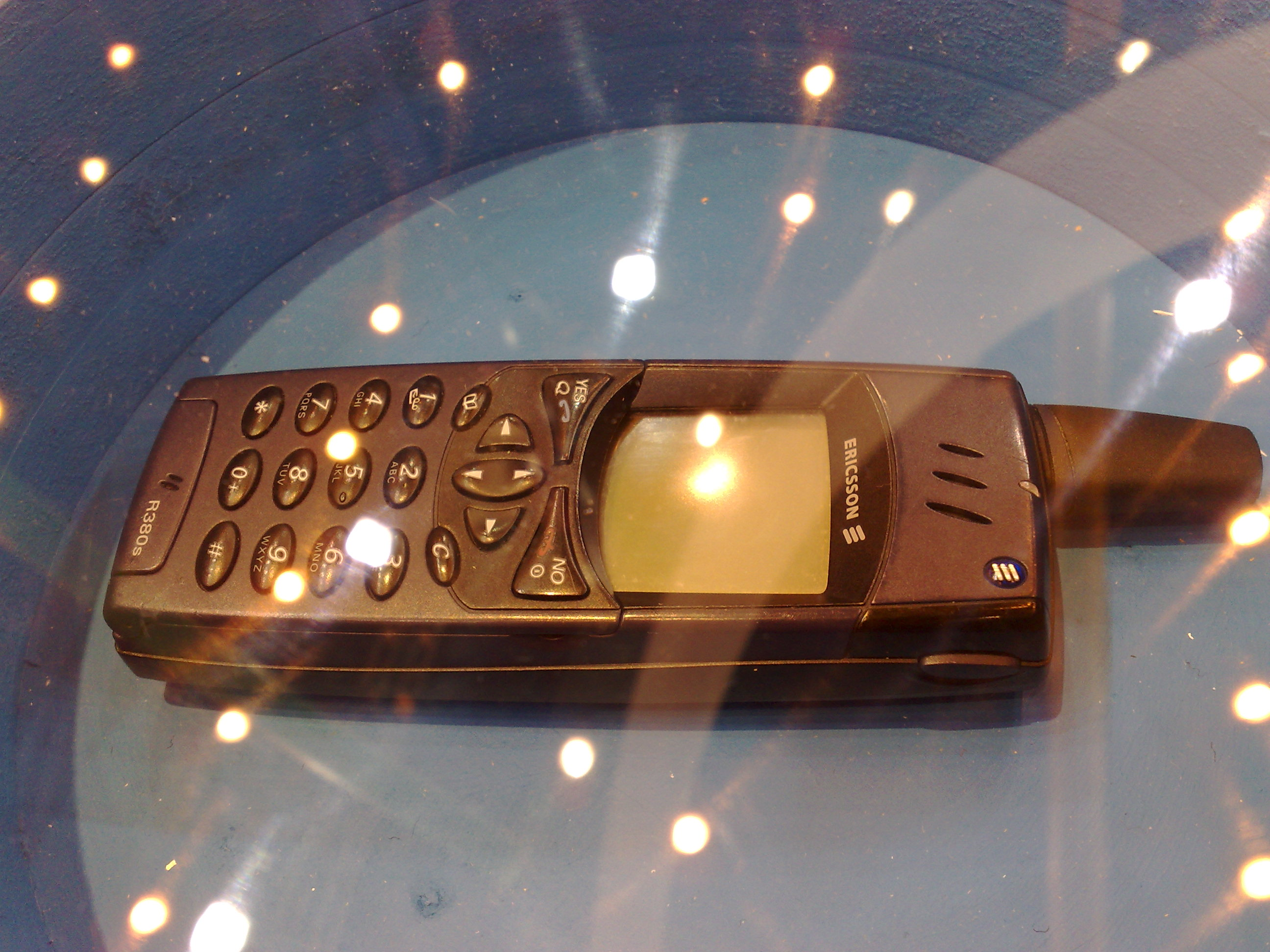
اریکسون آر۳۸۰

اریکسون آر۳۸۰ (به انگلیسی: Ericsson R380)، یک‌نمونه از گوشی‌های تلفن همراه سری آر (به انگلیسی: R) شرکت اریکسون می‌باشد که توسط همین شرکت به بازار عرضه شده‌است. آر۳۸۰ اولین دستگاهی بود که به عنوان گوشی هوشمند به بازار معرفی شد و اولین دستگاهی بود که از سیستم عامل سیمبیان استفاده می‌کرد.